# Палівере
Па́лівере (ест. Palivere alevik) — селище в Естонії, у волості Ляене-Ніґула повіту Ляенемаа.

## Населення
Чисельність населення на 31 грудня 2011 року становила 654 особи.

## Географія
Через селище тече річка Таебла (Taebla jõgi).

## Транспорт
Через населений пункт проходять автошляхи 9 (Еесмяе — Хаапсалу — Рогукюла), 16160 (Палівере — Оонґа) та 16161 (Палівере — Кеедіка)
У Палівере міститься вокзал, який обслуговував залізничну лінію Кейла — Хаапсалу, що функціонувала до 2004 року.

## Історія
До 27 жовтня 2013 року селище входило до складу волості Таебла.

## Історичні пам'ятки
- Священний в'яз (Palivere künnapuu), археологічна пам'ятка[4]
- Братське поховання воїнів Червоної армії, загиблих у Другій світовій війні, — історична пам'ятка, що занесена до реєстру культурної спадщини Естонії[5]

## Пам'ятки природи
Пам'яткою села є Палівереська горобина (Palivere pooppuu) — дерево горобини проміжної, яке держава взяла під охорону в 1959 році. Стан дерева задовільний. За даними 1998 року горобина мала висоту 11 м та 261 см в обхваті на висоті 0,6 м. Дерево росте на стику вулиць Хаапсалу-маантее та Аллікмаа-тее (58°58′9″ пн. ш. 23°53′10″ сх. д. / 58.96917° пн. ш. 23.88611° сх. д.).

## Галерея

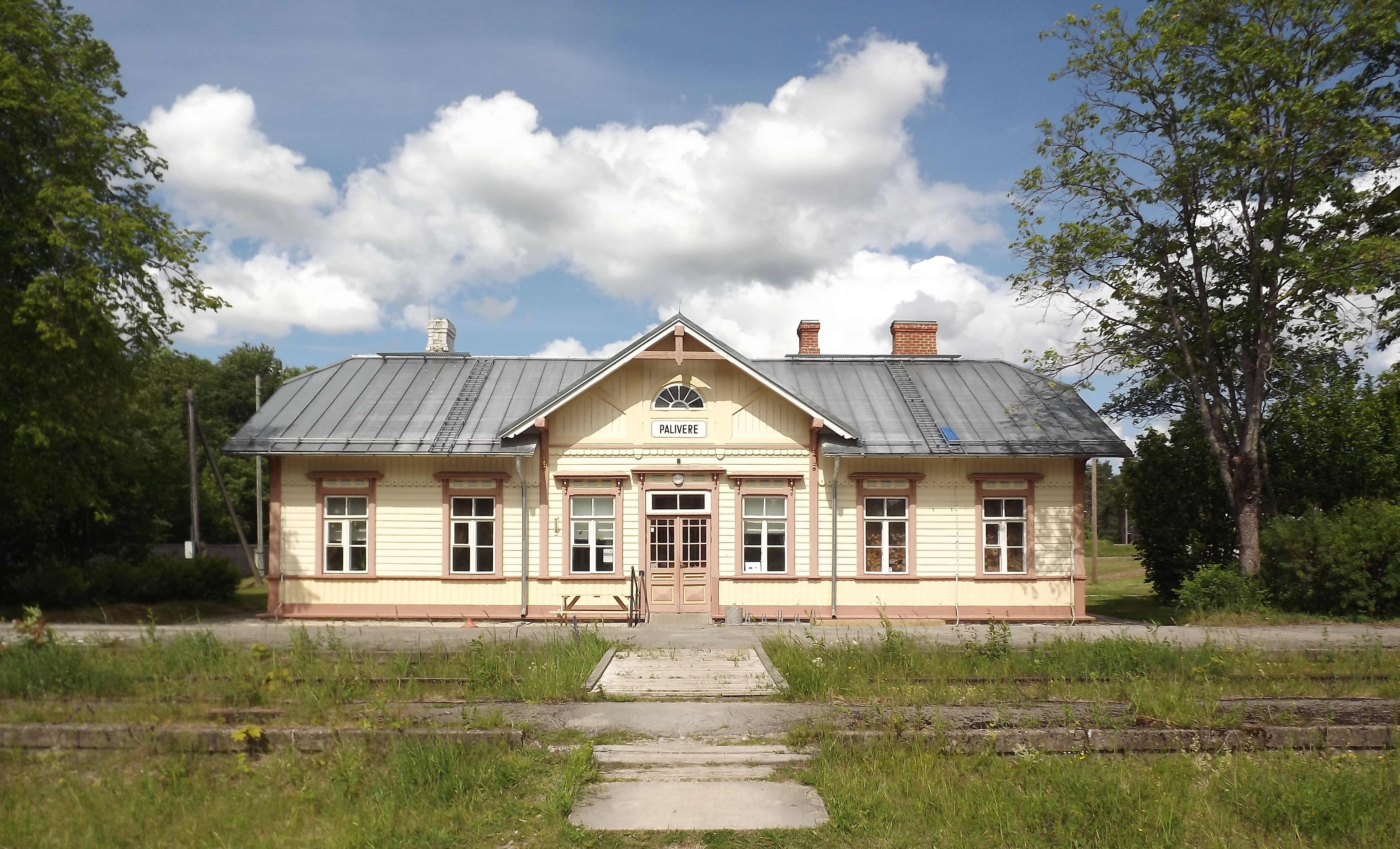
Залізничний вокзал
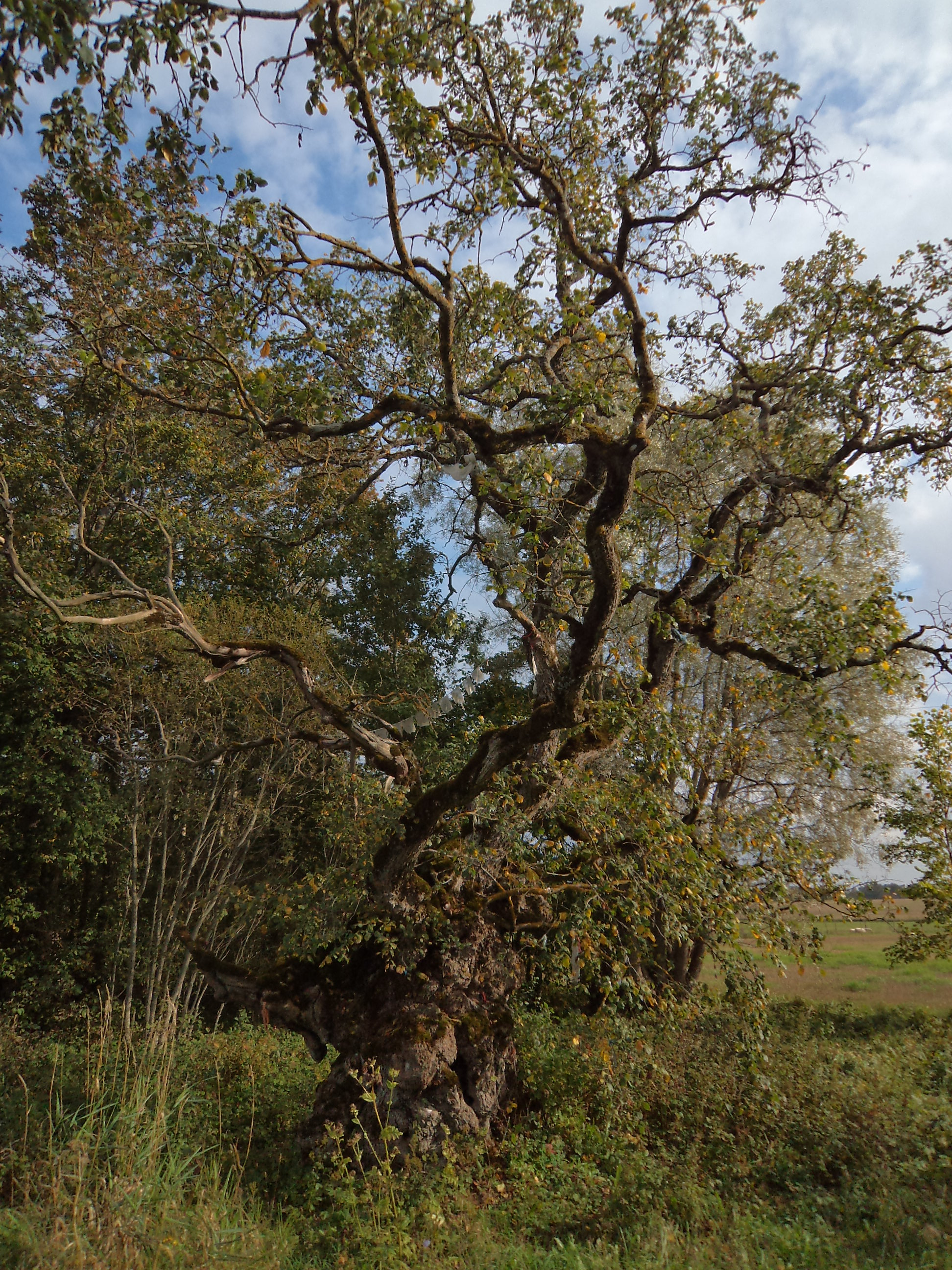
Священний в'яз
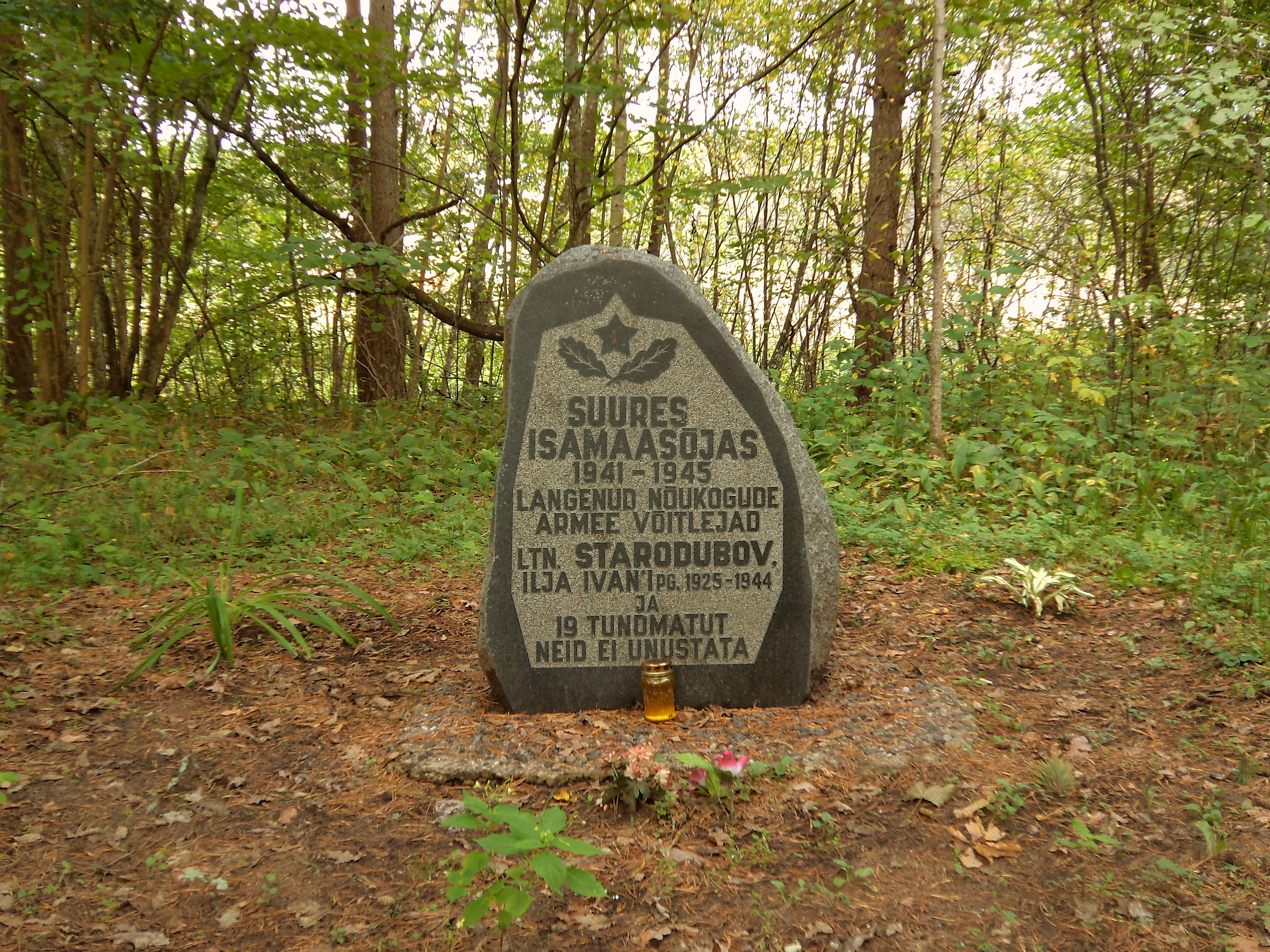
Братська могила воїнів Червоної армії